# NGC 3936
NGC 3936 (również PGC 37178 lub UGCA 248) – galaktyka spiralna z poprzeczką (SBbc), znajdująca się w gwiazdozbiorze Hydry. Odkrył ją John Herschel 24 marca 1835 roku.